# Dimitrios Grammozis
Dimitros Grammozis (ur. 8 lipca 1978 w Wuppertalu) – grecki piłkarz i trener. Grał m.in. w: Hamburger SV, 1. FC Kaiserslautern, 1. FC Köln.